# 勝川線
勝川線（日语：／）是連接愛知縣西春日井郡楠村（現時：名古屋市北區）味鋺站至同縣東春日井郡勝川町（現時：春日井市）新勝川站之間的名古屋鐵道（名鐵）鐵道路線，現時已經廢除。

## 路線資料
※如沒有特別指明，資料截至路線廢除前一刻
- 路線距離（營業距離）：2.1公里
- 軌距：1067毫米
- 車站數目：3座（包括起終點站）
- 雙線區間：沒有（全程單線）
- 電氣化區間：沒有（全線非電氣化）

## 歷史
原本，中央電氣鐵道預定建設連接名古屋站至岐阜縣可兒郡豐岡町（現時：多治見站附近）之間的路線。在1926年（大正15年）8月1日，實際上取得名古屋市西區押切町至東春日井郡坂下村（現時：春日井市坂下町）之間的敷設鐵路線許可。該許可後來由城北電氣鉄道和名岐鐵道（名古屋鐵道前身之一）繼承。在1931年（昭和6年）2月11日，名岐鐵道上飯田站至新勝川站之間與味鋺站至新小牧站之間開通。在開業初時，味鋺至新勝川之間，以及上飯田至新小牧之間會統稱為城北線。而其他區間由於有資金等問題而未有建設，後來建設許可更失效了。
在1931年（昭和6年）4月29日，隨著新小牧站至犬山站之間開業。味鋺站至新勝川站之間的區間改名為勝川線。實際上，由於上飯田站至犬山站之間的大曾根線（現時：小牧線）是一條盲腸線，因此客量一直低迷。而勝川線只營運了6年便廢除。
- 1931年（昭和6年）2月11日 名岐鐵道城北線 味鋺至新勝川之間開通。
- 1931年（昭和6年）4月29日 路線改名為勝川線。
- 1936年（昭和11年）4月8日 味鋺至新勝川之間暫停營業。
- 1937年（昭和12年）2月1日 味鋺至新勝川之間正式廢除。

## 車站列表
- 以下車站列表取自廢除前一刻（參考資料[1]）
- 所有車站位於愛知縣內。

| 中文站名 | 日文站名 | 英文站名       | 站間營業距離 | 累計營業距離 | 接續路線             | 所在地           |
| -------- | -------- | -------------- | ------------ | ------------ | -------------------- | ---------------- |
| 味鋺     | 味鋺     | Ajima          | -            | 0.0          | 名古屋鐵道：大曾根線 | 西春日井郡楠村   |
| 勝川口   | 勝川口   | Kachigawaguchi | 1.1          | 1.1          |                      | 東春日井郡勝川町 |
| 新勝川   | 新勝川   | Shinkachigawa  | 1.0          | 2.1          |                      | 東春日井郡勝川町 |

## 注腳
1. ↑  今尾惠介（監修）.  7 東海. 新潮社. 2008. ISBN 978-4-10-790025-8 （日语）.

## 外部連結
- 春日井市內的名鐵與沿線史（日語） - 鄉土誌春日井市　第20號
- 勝川線路線地圖 （页面存档备份，存于）（日語）